# Ähnlicher Rosenkäfer
| | |
| Abb. 1: links: Weibchen in Aufsicht rechts: gleicher Käfer von unten | Abb. 2:Kopf |
| | |
| Abb. 3: Schenkel des Hinterbeins oben Männchen, unten Weibchen | Abb. 4: Pygidium Vergleich Männchen Weibchen |
| Abb. 5: oben: Mesosternalfortsatz in Aufsicht, rechte Hälfte teilweise getönt unten: Mesostermalfortsatz von der Seite, Umrisse gestrichelt nachgezogen grün: Mesosternalfortsatz gelb: Hüfte und Schenkel des lin- ken, mittleren Beines | |
| | |
| Abb. 6 Knie des Hinterbeins (links Schenkel) | Abb. 7 weißer Pfeil: Vorderecke des Brustschilds |
| | Abb. 8: Aedeagus, links in Auf- sicht und teilweise koloriert, rechts von der Seite grün: inneres Blatt blau: äußeres Blatt weiß: dorsaler Spalt Pfeilspitze: Zähnchen |

Der Ähnliche Rosenkäfer (Protaetia affinis) ist ein Käfer aus der Unterfamilie der Rosenkäfer, die zur Familie der Blatthornkäfer gehört. Die Gattung Protaetia ist in Europa mit fünf Untergattungen vertreten. Der Ähnliche Rosenkäfer wird zur Untergattung Eupotosia gerechnet, die in Europa außer mit dem Ähnlichen Rosenkäfer noch mit Protaetia (Eupotosia) mirifica vertreten ist. Die Art Protaetia affinis ist in Europa gewöhnlich in der Unterart Protaetia affinis affinis vertreten, eine zweite Unterart Protaetia affinis tyrrenica findet man nur auf Korsika und Sardinien, eventuell auch in Italien und Frankreich.
Wie alle Arten der Gattung Protaetia ist auch der Ähnliche Rosenkäfer durch die Bundesartenschutzverordnung besonders geschützt und streng geschützt (in der Anlage 1 doppelt durch ein + gekennzeichnet).

## Bemerkungen zum Namen
Der Käfer wurde 1797 von Andersch unter dem wissenschaftlichen Namen Cetonia affinis beschrieben. Der Artname affinis (lat., ähnlich) ist dadurch zu erklären, dass Andersch die Art als „bey oberflächlichem Anblick der Cetonia fastuosa Fabricius (heute Protaetia aeruginosa, der Große Rosenkäfer) ähnlich“ beurteilt, jedoch die „bis itzt dafür gehaltene Abart(en) [einer] schon bekannter Art(en) … ohne jemanden meinen Glauben aufzudringen Willens zu seyn“ für eine eigene Art hält. Der deutsche Namensteil Ähnlich ist lediglich die Übersetzung des lateinischen affinis.
Von Mulsant & Rey wurde 1871 die Gattung Cetonia aufgeteilt und dabei die Untergattung Potosia definiert, welche von Reitter als Gattung übernommen und wieder in Untergattungen zerlegt wurde. Eupotosia wurde erst 1954 definiert und deckt sich etwa mit der Untergattung Potosia s.str. von Reitter. In der Literatur ist der wissenschaftliche Name Potosia affinis für den Ähnlichen Rosenkäfer weit verbreitet. Nach Schenkling ist der Name Potosia von altgr. πότος „pótos“ für „Getränk“ abgeleitet und spielt darauf an, dass die Tiere an ausfließendem Baumsaft zu finden sind. Die Vorsilbe Eu (altgr. ευ- eu) bedeutet schön, echt.
Die Gattung Protaetia wurde von Burmeister 1842 aufgestellt und der Gattungsname von ihm selbst erläutert. Er ist von altgr. προταίτιος „protaitios“ lat. „principalis“, also „erster, kaiserlicher“, abgeleitet.
Bonelli beschrieb die Art 1801 unter dem Namen Cetonia quercus. Die Synonymie wird durch Burmeister bezeugt. Der Name ist mit Eichen-Rosenkäfer zu übersetzen (lat. quercus für Eiche). Diesen Namen verdankt der Käfer der Tatsache, dass er hauptsächlich in Eichenwäldern zu finden ist.

## Merkmale des Käfers
Mit einer Länge von 17 bis 23 Millimetern ist der Käfer ein großer Rosenkäfer, aber im Durchschnitt kleiner als der Große Rosenkäfer. Er ist oberseits prächtig glänzend einheitlich metallgrün oder hell goldgrün, es werden aber auch blaugrüne (var. mirifica), kupferrote (var. pyrochrous) und oberseits zweifarbige Varianten (var. pyrodera) beschrieben. Weiße Tomentflecke fehlen in aller Regel, es kommen aber auch Exemplare mit wenigen und kleinen Flecken auf den Flügeldecken vor (var. albanotata). Einige Varietäten werden von manchen Autoren als Unterarten betrachtet, die ihrerseits wieder in Varietäten zerlegt werden. Ein Bestimmungsschlüssel für die verschiedenen Rassen und Farbvarianten findet sich bei Tauzin. Die Farbe der Unterseite ist gewöhnlich etwas mehr ins Blaue gehend, Fühler und Beine sind häufig bläulich. Der Käfer ist wenig gewölbt und oberseits kahl.
Der Kopfschild ist viereckig, sein Vorderrand ist aufgebogen und ausgebuchtet. Seitlich ist er über den Fühlern ausgeschnitten, so dass deren Einlenkungsstelle von oben sichtbar ist. Die Fühler sind zehngliedrig, die letzten drei Glieder sind nach vorn lamellenartig verlängert und bilden gemeinsam eine Keule. Die Stirn ist zwischen den Augen kräftig, einfach und dichter als bei Protaetia cuprea an dieser Stelle punktiert (Abb. 2).
Der Halsschild ist vorn gleichmäßig gewölbt, nicht wie beim Großen Rosenkäfer in der Mitte buckelig erhöht. Die Halsschildseiten sind vollständig gerandet, der Rand wird nach vorn deutlich schmaler, aber erreicht die Vorderecken (weiße Pfeilspitze in Abb. 7), während bei Liocola lugubris der Halsschildseitenrand vor Erreichen der Vorderecken erlischt. Die Halsschildbasis ist vor dem Schildchen deutlich konkav, die beidseitig anschließenden Abschnitte sind nur andeutungsweise konkav. Das Schildchen ist länglich mit gerundeter Spitze.
Die Flügeldecken sind ab der Mitte nach hinten neben der Naht flach längs eingedrückt (Diskalimpression). Diese Diskalimpression ist nach vorn deutlich begrenzt und geht nicht wie beim Großen Rosenkäfer fließend in den davor liegenden Bereich über. Die Flügeldecken sind sehr fein und zerstreut punktiert, nur im Bereich der Impression und seitlich hinter der Schulter sind deutliche halbkreisförmige bis hufeisenförmige Punkte ausgebildet, die im Bereich der Diskalimpression Reihen bilden. Die Flügeldecken (Elytren) sind nach dem Schlupf aus der Puppe noch getrennt und werden durch Hämolymphe aufgepumpt und in Form gebracht. Die Innenränder entlang der Naht sind dabei so beschaffen, dass die rechte Elytre eine Feder und die linke Elytre die dazu passende Nut bildet, wodurch die beiden Flügeldecken ineinander haken und so eine sehr solide Verbindung bilden können. Das Schildchen ist symmetrisch geformt mit einer Leiste an der Unterkante, auf der die Flügeldecken nahe dem Halsschild aufliegen. Diese Leiste verschwindet ab der Mitte unter dem Schildchen, wodurch die Schildchenspitze auf den Elytren aufliegen kann und diese nach oben begrenzt, sodass ein starkes Anheben verhindert und somit zur Stabilität der Verbindung beigetragen wird. Das Trennen der einzelnen Deckflügel voneinander ist reversibel. Die Hinterflügel werden zum Fliegen durch leichtes Anheben der Flügeldecken entfaltet und während des Fluges bei geschlossenen Flügeldecken durch eine Aussparung im vorderen Bereich des Seitenrandes der Flügeldecken bewegt.
Die Mittelbrust (Mesosternum) setzt sich zwischen den Hüften des mittleren Beinpaars nach vorn fort. Die Form, Punktierung und Behaarung dieses Mesosternalfortsatzes (Abb. 5) liefern wichtige Bestimmungsmerkmale. Der Mesosternalfortsatz erhebt sich nicht nach vorn über die Ebene der Mittelhüften hinaus zu einem halbkugelförmigen Abschluss wie bei der Gattung Cetonia, sondern er verbreitert sich nach vorn und ist breiter als lang. Er ist groß, glatt oder höchstens sehr fein punktiert und unbehaart. Von oben betrachtet (Abb. 5 oben) verbreitert er sich zuerst sehr stark, dann schwächer nach vorn, und ist dort nur wenig konvex abgeschnitten. Von der Seite betrachtet (Abb. 5 unten) steht er mäßig nach vorn über.
Die Beine sind kräftig und zum Graben geeignet. Die eher schwachen Tarsen sind alle fünfgliedrig. Die Vorderschienen sind bei beiden Geschlechtern dreizähnig. Die Hinterschienen tragen nur eine Querleiste, die außen etwas hinter der Mitte liegt. Der Hinterrand der Hinterschenkel (in Abb. 3 der untere Rand) ist beim Männchen im äußeren Drittel stumpfwinklig zahnartig ausgezogen, davor und dahinter bogenförmig ausgeschnitten (Abb. 3 oben). Beim Weibchen ist der Zahn nur angedeutet und der Ausschnitt zur Basis hin fast geradlinig (Abb. 3 unten). Der Hinterrand des Hinterschenkels ist nicht wie bei Protaetia cuprea bewimpert, sondern kahl (die in Abb. 3 sichtbaren Haare entspringen der Rückseite der Schenkel). Alle Schienen tragen einen auffällig weiß behaarten Fleck auf jedem Knie (Abb. 6).
Das Pygidium ist bei den Männchen einfach gewölbt, bei den Weibchen flacher und mit zwei schrägen Eindrücken, die von hinten außen nach vorn oben verlaufen (Abb. 4).
Wie in vielen Fällen unterscheiden sich die männlichen Geschlechtsteile (Aedeagus, Abb. 8) bei den äußerlich sehr ähnlichen Arten deutlich. Bei allen Arten der Gattung sitzen einem Basisteil (farblich nicht gekennzeichnet) zwei Seitenteile (Parameren) auf, die den Penis umschließen.
Beim Ähnlichen Rosenkäfer verläuft von oben betrachtet der Außenrand der Parameren annähernd parallel. Die Parameren sind nicht gestreckt, sondern gedrungen und weniger als doppelt so lang wie der Aedeagus breit ist. Sie sind schwarzbraun und zeigen häufig einen grünlichen Metallschimmer (in Abb. 8 im ungefärbten linken Teil der Aufsicht deutlich sichtbar). Die Parameren knicken hinter der Mitte nach unten ab, ihr Endteil ist sehr flach (Seitenansicht in Abb. 8). An den Parameren unterscheidet man ein eher seitlich gelegenes äußeres Blatt (Lamina exterior, in Abb. 8 Aufsicht rechts blau getönt) und ein überwiegend oben liegenden inneres Blatt (Lamia interior in Abb. 8 Aufsicht rechts grün getönt). Die Lamina interior ist am Ende nicht einfach gerundet wie bei Protaetia cuprea, sondern ihr sitzt am Außenrand weit vor der Spitze ein scharfes rückwärts gewandtes Zähnchen auf (schwarze Pfeilspitze in Abb. 8). Das Zähnchen kann von oben betrachtet über den Rand des Aedeagus hinaustreten, sodass der Endabschnitt durch das Zähnchen abgesetzt erscheint (wie im abgebildeten Fall) – oder die Lamina exterior bildet optisch die seitliche Begrenzung und umfasst das Zähnchen. Dann ist sie von oben betrachtet seitlich über die ganze Länge sichtbar, andernfalls wird sie zur Spitze hin von der Lamina interior verdeckt. Die Lamina exterior besitzt im Endbereich keinen Zahn, während bei Protaetia cuprea ein Zahn auf der Lamina exterior sitzt und die Lamina interior zahnlos ist.
Die dorsalen Innenränder der beiden inneren Blätter sind im basalen Teil verwachsen, aber tief längsfurchig eingedrückt. Danach trennen sie sich und umschließen die Dorsalspalte (rechte Hälfte in Abb. 8 Aufsicht weiß koloriert). Danach nähern sich die Innenränder der inneren Blätter wieder einander, die Spitzen sind nicht oder kaum übereinandergeklappt.

## Biologie
Der wärmeliebende Käfer ist ein typischer Bewohner südlicher Eichenwälder. Er hält sich überwiegend im Kronenbereich alter Eichen auf. Der Käfer erscheint gemeinsam mit dem Goldglänzenden Rosenkäfer im Frühjahr. Ab Anfang Juni ist er oft massenweise an ausschlagenden Eichen zu finden. Er leckt dort den Saft, der durch Verletzungen an den Trieben, die häufig durch andere Insekten verursacht werden, austritt. An den Blüten von Esskastanien ist der Käfer ebenfalls häufig anzutreffen. Auch an überreifen, durch andere Insekten angenagten Früchten kann man ihn finden.
Der Käfer ist tagaktiv und bevorzugt die wärmste Zeit des Tages für seine Aktivitäten. Im Unterschied zu anderen Rosenkäfern fliegt er häufig auf und sucht nach einer anderen Nahrungsquelle. Im Laufe des Jahres wird der Käfer zunehmend seltener und ist ab September kaum noch zu finden, Funde im Oktober sind eine Seltenheit. Zumindest spät im Jahr geschlüpfte Exemplare überwintern. Bei der Zucht graben sie sich dazu fünfzehn bis zwanzig Zentimeter tief in den Boden ein.
Die Larve entwickelt sich gewöhnlich in Astlöchern und Spechthöhlen oder sonstigen Baumhöhlen in anbrüchigen alten Eichen, in alten Eichenstrünken oder auch im Humus alter Eichen. Die Art ist vom Hochwald bis zur Garigue auf Korkeiche, Steineiche, Flaumeiche, und Edelkastanie heimisch. Die Larve stellt jedoch an die Nahrung keine sehr engen Ansprüche, auch in Höhlen der Silber-Weide kann man sie finden. Sie kommt auch im Abfall von Sägewerken oder anderen pflanzlichen Abfällen vor, beispielsweise in Trester. In Baumhöhlen, in denen die Larven gefunden wurden, wurden nie Larven anderer Rosenkäferarten beobachtet. Eventuell ist für andere Arten das Kleinbiotop zu sauer oder zu trocken. Bei der Zucht zumindest bedingt eine hohe Feuchtigkeit eine erhöhte Sterblichkeit der Larven.
Die Entwicklung umfasst drei Larvenstadien und dauert im Normalfall ein Jahr, in kühleren Gebieten kann sie auch zwei Jahre in Anspruch nehmen.

## Verbreitung
Die Art ist vom Kaukasus durch den Süden Russlands, und das südliche Osteuropa über Ungarn und Österreich bis nach Oberitalien und dem südlichen Frankreich, sowie Spanien verbreitet. Mediterran ist der Käfer ebenfalls weit verbreitet, fehlt aber in Nordafrika, den Balearen, Zypern und südlich der Türkei. In der Schweiz ist das südliche Tessin besiedelt. Aus Süddeutschland, wo der Käfer früher aus Weinbaugebieten gemeldet wurde, sowie aus dem mittleren Frankreich, gibt es nur alte Meldungen.
Neuere Erfassungen von Funddaten aus Frankreich zeigen, dass die Käfer fast ausschließlich in Höhen unter 500 m gefunden werden. Große Höhen (bis zu 2000 m) werden vermutlich nur während der Suchflüge nach neuen Nahrungsquellen erreicht, bei denen thermische Strömungen ausgenutzt werden. Das feuchte atlantische Klima wird gemieden.
In Spanien war die Art ursprünglich nur aus dem Nordosten bekannt, inzwischen ist er auch aus Salamanca und der Provinz Cáceres gemeldet.